# Gregorella
Gregorella är ett släkte av lavar. Enligt Catalogue of Life ingår Gregorella i familjen Arctomiaceae, ordningen Lecanorales, klassen Lecanoromycetes, divisionen sporsäcksvampar och riket svampar, men enligt Dyntaxa är tillhörigheten istället familjen Arctomiaceae, klassen Lecanoromycetes, divisionen sporsäcksvampar och riket svampar.
| Gregorella | \| \| Gregorella humida \| \| \| \| |
|            | \| \| Gregorella humida \| \| \| \| |
|            | Arctomia                            |
|            |                                     |
|            | Gregorella humida                   |
|            |                                     |

|  | Gregorella humida |
|  |                   |